# Miles White
Miles E. White (Oakland, 27 luglio 1914 – New York, 17 febbraio 2000) è stato un costumista statunitense.
Nel corso della sua carriera vinse due Tony Awards, quattro Premi Donaldson e ottenne tre volte la candidatura al premio Oscar ai migliori costumi: nel 1953, nel 1955 e nel 1957. Lavorò soprattutto per il teatro, realizzando i costumi di tantissimi musical di Broadway nell'arco di circa 35 anni, dalla fine degli anni trenta fino alla fine degli anni settanta.

## Spettacoli teatrali
- Ziegfeld Follies of 1943 (Broadway, 1º aprile 1943)

## Filmografia parziale
- Così vinsi la guerra (Up in Arms), regia di Elliott Nugent (1944)
- Il giro del mondo in 80 giorni (Around the World in Eighty Days), regia di Michael Anderson (1956)
- Getting Into Heaven, regia di Edward L. Montoro (1970)